# Atrichopogon pallidicillus
Atrichopogon pallidicillus är en tvåvingeart som beskrevs av Yu och Zou 1988. Atrichopogon pallidicillus ingår i släktet Atrichopogon och familjen svidknott. Inga underarter finns listade i Catalogue of Life.